# Prekornica (wieś)
Prekornica (cyr. Прекорница) – wieś w Czarnogórze, w gminie Cetynia. W 2003 roku liczyła 5 mieszkańców.